# Julija Michailowna Pleschkowa
Julija Michailowna Pleschkowa (russisch Юлия Михайловна Плешкова; bei der FIS nach englischer Transkription Julia Pleshkova; * 17. Mai 1997 in Jelisowo, Region Kamtschatka) ist eine russische Skirennläuferin. Sie startet vor allem in den schnellen Disziplinen Abfahrt und Super-G.

## Biografie
Julija Pleschkowa stammt aus Jelisowo und lebt in Petropawlowsk-Kamtschatski in der fernöstlichen Region Kamtschatka.
2013 gewann Pleschkowa in Krasnojarsk ein nationales Jugendrennen im Riesenslalom. Im Dezember desselben Jahres bestritt sie in Miass ihre ersten FIS-Rennen. Im März 2015 gab sie in Juschno-Sachalinsk ihr Debüt im Far East Cup. Bei den russischen Meisterschaften im Februar 2016 gewann sie in Abfahrt, Super-G und Kombination jeweils die Bronzemedaille. Daraufhin startete sie in Sotschi erstmals bei Juniorenweltmeisterschaften und belegte in der Kombination Rang 20, in den beiden schnellen Disziplinen schied sie aus. Bei ihrer dritten Teilnahme, zwei Jahre später in Davos, sicherte sie sich mit Abfahrtsrang drei hinter Kajsa Vickhoff Lie und Juliana Suter die Bronzemedaille. Am Ende der Saison feierte sie in Juschno-Sachalinsk ihre ersten beiden Siege im Far East Cup und kürte sich in Krasnojarsk erstmals zur Staatsmeisterin in der Abfahrt.
Im September 2018 zog sie sich beim South American Cup in La Parva einen Armbruch zu und musste sich einer Operation unterziehen. Nach geglücktem Comeback wurde sie für die Weltmeisterschaften 2019 in Åre nominiert, wo sie die Abfahrt als 31. Beendete. Ende Februar gab sie in der Abfahrt von Crans-Montana ihr Weltcup-Debüt und gewann mit Rang 26 auf Anhieb Punkte. Nach Gewinn der Far-East-Super-G-Wertung gelangen ihr in der Weltcup-Saison 2019/20 vier Platzierungen in den Punkterängen. Ihr vorläufig bestes Resultat erzielte sie im Januar 2021 mit Rang 18 im Super-G von St. Anton.

## Erfolge

### Olympische Spiele
- Peking 2022: 10. Kombination, 11. Mannschaftswettbewerb, 18. Super-G, 20. Abfahrt, 27. Riesenslalom

### Weltmeisterschaften
- Åre 2019: 31. Abfahrt
- Cortina d’Ampezzo 2021: 27. Abfahrt, 30. Super-G

### Weltcup
- 3 Platzierungen unter den besten 20

### Weltcupwertungen
| Saison  | Gesamt | Gesamt | Abfahrt | Abfahrt | Super-G | Super-G | Kombination | Kombination |
| Saison  | Platz  | Punkte | Platz   | Punkte  | Platz   | Punkte  | Platz       | Punkte      |
| ------- | ------ | ------ | ------- | ------- | ------- | ------- | ----------- | ----------- |
| 2018/19 | 127.   | 5      | 47.     | 5       | –       | –       | –           | –           |
| 2019/20 | 110.   | 10     | 46.     | 7       | 55.     | 2       | 39.         | 1           |
| 2020/21 | 80.    | 37     | 36.     | 18      | 39.     | 19      | –           | –           |
| 2021/22 | 71.    | 71     | 34.     | 29      | 34.     | 42      | –           | –           |

### Europacup
- Saison 2020/21: 3. Super-G-Wertung
- 2 Podestplätze, davon 1 Sieg:

| Datum        | Ort          | Land    | Disziplin |
| ------------ | ------------ | ------- | --------- |
| 3. März 2021 | Val di Fassa | Italien | Super-G   |

### Far East Cup
- Saison 2015/16: 7. Super-G-Wertung
- Saison 2016/17: 6. Super-G-Wertung
- Saison 2017/18: 2. Super-G-Wertung
- Saison 2018/19: 1. Super-G-Wertung
- 6 Podestplätze, davon 4 Siege:

| Datum         | Ort                | Land     | Disziplin |
| ------------- | ------------------ | -------- | --------- |
| 14. März 2018 | Juschno-Sachalinsk | Russland | Super-G   |
| 15. März 2018 | Juschno-Sachalinsk | Russland | Super-G   |
| 19. März 2019 | Juschno-Sachalinsk | Russland | Super-G   |
| 20. März 2019 | Juschno-Sachalinsk | Russland | Super-G   |

### Juniorenweltmeisterschaften
- Sotschi 2016: 20. Kombination
- Åre 2017: 15. Abfahrt, 29. Slalom, 37. Super-G, 55. Riesenslalom
- Davos 2018: 3. Abfahrt, 13. Kombination, 20. Super-G, 29. Slalom, 44. Riesenslalom

### Weitere Erfolge
- Russische Meisterin in der Abfahrt 2018
- Russische Vizemeisterin im Super-G 2020
- 1 Sieg im South American Cup
- Bronze im Riesenslalom bei der Winter-Universiade 2019
- 6 Siege in FIS-Rennen